# Les auditeurs ont la parole
Les auditeurs ont la parole est une émission quotidienne de libre antenne sur la station de radio française RTL.

## Principe
Les auditeurs s'expriment librement sur l'actualité du jour en direct du lundi au vendredi actuellement de 13 h à 14 h.[réf. souhaitée]
Les auditeurs peuvent contacter RTL au 3210 ou nouveauté depuis fin août 2023, enregistrer un message vocal sur l'application RTL pour être recontacté par l'équipe ou entendre passer son message le lendemain du lundi au vendredi à 13h.

## Animateurs
- De septembre 1981 à juin 1985 : Anne-Marie Peysson en alternance avec Alain Krauss
- De septembre 1985 à juin 1995 : Alain Krauss
- De septembre 1995 à juin 1996 : Patrick Cohen
- De septembre 1996 à juin 2000 : Jean-Jacques Bourdin
- De septembre 2000 à juin 2003 : Christophe Hondelatte
- De septembre 2003 à décembre 2003 : Jérôme Godefroy
- De janvier 2004 à juin 2005 : Pierre-Marie Christin
- De septembre 2005 à juin 2006 : Christophe Hondelatte
- De juillet 2006 à août 2006 : Pierre Thivolet
- De septembre 2006 à juin 2007 : Jérôme Godefroy
- De juillet 2007 à août 2007 : Christian Ménanteau
- De septembre 2007 à juin 2008 : Jérôme Godefroy
- De juillet 2008 à août 2008 : Yvon Le Gall
- De septembre 2008 à juin 2009 : Jérôme Godefroy
- De septembre 2009 à juin 2010 : Jérôme Godefroy et Élizabeth Martichoux
- D'août 2010 à juin 2012 : Élizabeth Martichoux et Laurent Bazin[1]
- De septembre 2012 à juin 2013: Élizabeth Martichoux et Vincent Parizot
- De septembre 2013 à juin 2017 : Christelle Rebière et Vincent Parizot
- De septembre 2017 à juin 2018 : Christelle Rebière et Stéphane Carpentier
- De août 2018 à juin 2023 : Pascal Praud (remplacements assurés par Christophe Pacaud ou Agnès Bonfillon)
- De août 2023 à juin 2025 : Éric Brunet (lundi-jeudi) et Vincent Parizot (vendredi).

## Anecdotes
Dans l'émission du 22 mars 1995, Pierre Monnoir, lanceur d'alerte, révèle l'existence de disparitions inquiétantes de jeunes-filles handicapées dans le département de l'Yonne. Il s'agit de la première évocation médiatique de ce qui deviendra l'affaire des disparues de l'Yonne
.